# Guerras religiosas na França
As Guerras Religiosas Francesas foram um período prolongado de guerra e agitação popular entre católicos e huguenotes (protestantes reformados/calvinistas) no Reino da França, entre 1562 e 1598. Estima-se que três milhões de pessoas morreram nesse período, por violência, fome ou doença no que é considerado a segunda guerra religiosa mais mortífera da história da Europa (superada apenas pela Guerra dos Trinta Anos, que tirou oito milhões de vidas).
Grande parte do conflito ocorreu durante a longa regência da rainha Catarina de Médici, viúva de Henrique II da França, para seus filhos menores. Envolveu também uma luta de poder dinástico entre poderosas famílias nobres na linha de sucessão ao trono francês: a rica, ambiciosa e fervorosamente católica Casa ducal de Guise (um ramo de cadete da Casa de Lorena, que reivindicou a descendência de Carlos Magno) e seu aliado Anne de Montmorency, condestável da França (ou seja, comandante-chefe das forças armadas francesas) contra a menos rica Casa de Condé (um ramo da Casa de Bourbon), que tinha príncipes de sangue na linha de sucessão ao trono que simpatizavam com o Calvinismo. Aliados estrangeiros financiaram e prestaram assistência a ambos os lados, como a Espanha Habsburgo e o Ducado de Saboia apoiando os Guises, e Inglaterra apoiando o lado protestante liderado pelos Condés e pela protestante Joana de Albret, esposa de Antônio de Bourbon, Rei de Navarra, e seu filho, Henrique de Navarra.

Moderados, principalmente associados à monarquia francesa dos Valois e seus conselheiros, tentaram equilibrar a situação e evitar o derramamento de sangue aberto. Este grupo (pejorativamente conhecido como Politiques) colocou suas esperanças na capacidade de um governo forte e centralizado para manter a ordem e a harmonia. Em contraste com as anteriores políticas de linha dura de Henrique II e seu pai Francisco I, eles começaram a introduzir concessões graduais a Huguenotes. Uma das mais notáveis moderadas, pelo menos inicialmente, foi a rainha mãe, Catarina de Médici. Catarina, porém, mais tarde, endureceu sua postura e, na época do massacre da noite de São Bartolomeu em 1572, ficou ao lado dos guises. Este evento histórico decisivo envolveu uma quebra completa do controle do Estado resultando em uma série de motins e massacres nos quais multidões católicas mataram entre 5 000 e 30 000 protestantes durante um período de semanas em todo o reino.
Na conclusão do conflito em 1598, o protestante Henrique de Navarra, herdeiro do trono francês, converteu-se ao catolicismo e foi coroado Henrique IV da França. Ele emitiu o Édito de Nantes, que concedeu a Huguenotes direitos e liberdades substanciais, embora isso não tenha acabado com a hostilidade católica para com eles ou para com ele, pessoalmente. As guerras religiosas ameaçavam a autoridade da monarquia, já frágil sob o domínio dos três filhos de Catarina e dos últimos reis valois: Francisco II, Carlos IX, e Henrique III. Isso mudou sob o reinado de seu sucessor, Henrique IV. O Édito de Nantes foi revogado mais tarde, em 1685, com o Édito de Fontainebleau, por Luís XIV da França. A sábia governança de Henrique IV e a seleção de administradores capazes deixaram um legado de um forte governo centralizado, estabilidade e prosperidade econômica que lhe rendeu a reputação de melhor e mais amado monarca da França, ganhando-lhe a designação de "Bom Rei Henrique".

## Antecedentes
O desenvolvimento do humanismo no renascimento permitiu o florescimento de um pensamento crítico e individualista e é um fator importante para o surgimento de uma corrente da Reforma na França, embora outros fatores devam ser considerados - a ignorância do clero, a vida pouco exemplar dos clérigos e o acúmulo de privilégios eclesiásticos - como causas da contestação dos princípios tradicionais da religião cristã, ensinados pela Igreja de Roma. Vale ressaltar que o Catolicismo também sofrerá um importante processo de reforma, cujas causas apesar de não estarem totalmente ligadas à Reforma protestante (há "reformas" na Igreja desde o século XI, por exemplo a Reforma Gregoriana), foram apressadas por essa.
Ao catolicismo tradicional, opôs-se assim o protestantismo - oposição que, na França, desemboca em terrível guerra civil. Evidentemente, tais perturbações de motivação religiosa supõem também enfrentamentos políticos, lutas sociais e divergências culturais, em um contexto europeu extremamente tenso.

## Períodos de conflitos
As guerras religiosas ocorreram entre 1562 e a promulgação do Édito de Nantes (1599), entrecortadas por curtos períodos de paz, conforme segue:
- Primeira: 1562–1563
- Segunda: 1567–1568
- Terceira: 1568-1570
- Quarta: 1572–1573
- Quinta: 1574–1576
- Sexta: 1576–1577
- Sétima: 1579–1580
- Oitava: 1585–1598

Todavia, ainda haveria prolongamentos desses conflitos, ao longo dos séculos XVII (o Cerco de la Rochelle, entre 1627 e 1628, e novas perseguições aos protestantes, após a revogação do Édito de Nantes, em 1685) e XVIII (Guerra dos Camisards), até o Édito de tolerância (1787), sob Luís XVI, considerado como um marco do fim dos confrontos.